# Parti pour le rassemblement et l'équité au Tchad
Le Parti pour le rassemblement et l'équité au Tchad (PRET) est un parti politique du Tchad fondé en 2018.

## Histoire
Fondé le 9 novembre 2018 par Théophile Bongoro Bebzouné, le PRET est un parti social-démocrate tchadien. En 2021, il forme une coalition  nommée « Alliance victoire », avec 16 partis politiques alliés réunis par la signature d’un accord multilatéral. Théophile Bongoro Bebzouné est le candidat de cette coalition à l'élection présidentielle tchadienne de 2021 et arrive en 8e position avec 0,75 % des suffrages,,,.
Le PRET a terminé en 5e position lors de l'élection présidentielle tchadienne de 2024 avec 0,76 %  des suffrages,.

## Représentation
Lors des élections législatives du 29 décembre 2024, le PRET remporte 1 siège sur 188. Le parti a également un sénateur nommé par le Président.